# Drosophila ochrogaster
Drosophila ochrogaster är en tvåvingeart som beskrevs av Chassagnard 1992. Drosophila ochrogaster ingår i släktet Drosophila och familjen daggflugor.
Artens utbredningsområde är Nya Kaledonien.